# Fünfbronn (Spalt)

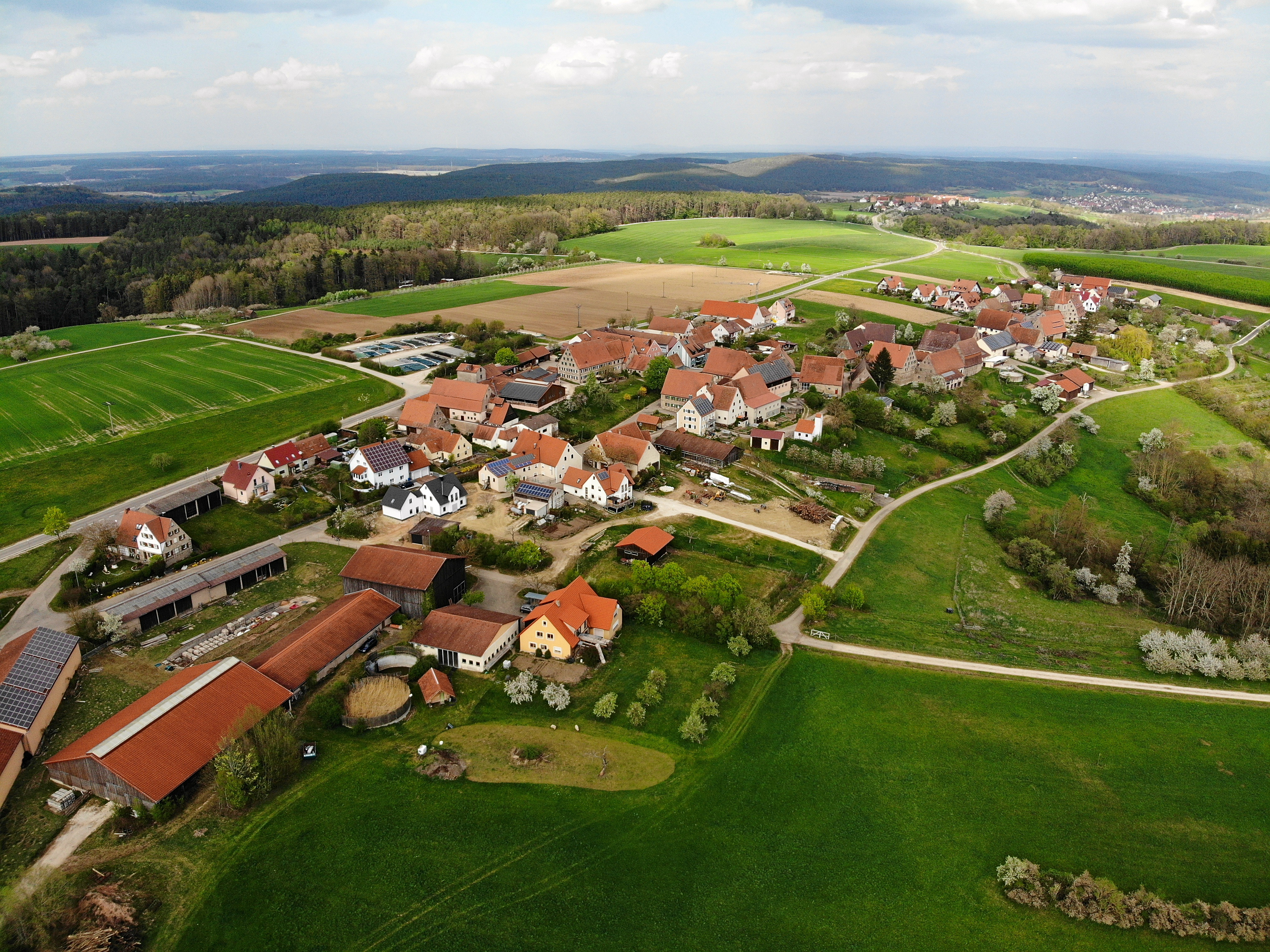
Luftaufnahme Fünfbronn (2020)

Fünfbronn (fränkisch: Finnefbrunn)  ist ein Gemeindeteil der Stadt Spalt im Landkreis Roth (Mittelfranken, Bayern). Die Gemarkung Fünfbronn hat eine Fläche von 7,248 km². Sie ist in 861 Flurstücke aufgeteilt, die eine durchschnittliche Fläche von 8417,62 m² haben. In ihr liegen neben dem namensgebenden Ort die Gemeindeteile Nagelhof, Schnittling und Trautenfurt.

## Geografische Lage
Das Pfarrdorf liegt im Fränkischen Seenland inmitten von Feldern und Wiesen, circa zwei Kilometer nördlich vom Igelsbachsee und knapp vier Kilometer von Spalt entfernt. Südlich entspringt der Gänsbach, der in den Igelsbachsee mündet. Der Ort liegt im Spalter Hügelland. Die Kreisstraße RH 6/WUG 21 führt nach Schnittling (1,5 km nordöstlich) bzw. nach Kalbensteinberg (2,2 km westlich). Eine Gemeindeverbindungsstraße verläuft nach Igelsbach (1,8 km südwestlich).

## Geschichte
Der Ort wurde 1253 als „plebanus de Quinque Fontibus“ erstmals urkundlich erwähnt. 1295 wurde der Ort eingedeutscht „Fvmphbrunne“ genannt. Der Ortsname nimmt Bezug auf die zahlreichen Quellen in dieser Gegend. Tatsächlich gibt es mehr als nur fünf Quellen.
In dem Geographischen statistisch-topographischen Lexikon von Franken (1800) wird der Ort folgendermaßen beschrieben:

„Fünfbronn, Eichstättisches zur Kollegiate in Spalt, samt der Dorfs- und Gemeindsherrlichkeit gehöriges Pfarrdorf, von nicht einmal 20 Haushaltungen. Zehn Unterthanen davon gehören zum fürstl. Steueramte des Spalter Kollegiatstifts, die übrigen sind theils Deutschordisch, theils Lentersheimisch. Die 2 Unterthanen, welche einst das Ansbachische Oberamt Gunzenhausen allda hatte, kamen durch Tausch gegen ein Eichstättisches lehenbares Fischgut zu Gunzenhausen mit lehenherrlichem Consens an Lentersheim, und wurden von diesem dafür dem Fürstenthume Eichstätt als ein Aequivalent zu Lehen aufgetragen.
Es liegt dieses Dorf südwestlich 1 Stunde von Spalt auf dem Berge hinter dem Walde, Gaisruck genannt, inner der ausgesteint Eichstättischen Fraische, und zwar ganz an der Grenze derselben zwischen dem 3 und 4 Fraischstein. Berthold, Graf von Graißbach, trat im Jahre 1295 dem Bisthume Eichstätt unter dem Bischoffe Reimbotto von Mühlenhard alle seine eigenthümliche Besitzungen und Lehen in Fünfbrunn ab.“

1802 kam Fünfbronn an das Herzogtum Bayern. Im Rahmen des Gemeindeedikts wurde 1808 der Steuerdistrikt Fünfbronn gebildet, zu dem Nagelhof, Schnittling und Trautenfurt gehörten. 1811 entstand die Ruralgemeinde Fünfbronn, die deckungsgleich mit dem Steuerdistrikt war. Die Gemeinde war in Verwaltung und Gerichtsbarkeit dem Landgericht Pleinfeld (1858 in Landgericht Roth umbenannt) zugeordnet und in der Finanzverwaltung dem Rentamt Spalt. Ab 1862 gehörte Fünfbronn zum Bezirksamt Schwabach. Die Gerichtsbarkeit blieb beim Landgericht Roth. 1880 wurde Fünfbronn dem Bezirksamt Gunzenhausen (1939 in Landkreis Gunzenhausen umbenannt), dem Amtsgericht Gunzenhausen und dem Rentamt Gunzenhausen  überwiesen (1919 in Finanzamt Gunzenhausen umbenannt). Die Gemeinde hatte 1964 eine Gebietsfläche von 7,301 km².
Am 1. Juli 1972 wurde Fünfbronn im Zuge der Gebietsreform in Bayern nach Spalt eingemeindet. Zugleich erfolgte der Wechsel zum neu gebildeten Landkreis Roth, dem Amtsgericht Schwabach und dem Finanzamt Schwabach.

### Baudenkmal
- St. Michael (Fünfbronn)[15]

### Bodendenkmäler
In der Gemarkung Fünfbronn gibt es fünf Bodendenkmäler.

### Einwohnerentwicklung
Gemeinde Fünfbronn
| Jahr      | 1818   | 1840   | 1852   | 1855   | 1861   | 1867   | 1871   | 1875   | 1880   | 1885   | 1890   | 1895   | 1900   | 1905   | 1910   | 1919   | 1925   | 1933   | 1939   | 1946   | 1950   | 1952   | 1961   | 1970   |
| Einwohner | 248    | 263    | 269    | 280    | 270    | 279    | 255    | 251    | 256    | 272    | 261    | 270    | 228    | 225    | 218    | 225    | 223    | 207    | 185    | 306    | 293    | 253    | 212    | 186    |
| Häuser    | 47     | 42     |        |        |        |        | 43     |        |        | 43     | 43     |        | 43     |        |        |        | 40     |        |        |        | 41     |        | 44     |        |
| Quelle    | [ 17 ] | [ 18 ] | [ 19 ] | [ 19 ] | [ 20 ] | [ 21 ] | [ 22 ] | [ 23 ] | [ 24 ] | [ 25 ] | [ 26 ] | [ 27 ] | [ 28 ] | [ 27 ] | [ 29 ] | [ 27 ] | [ 30 ] | [ 27 ] | [ 27 ] | [ 27 ] | [ 31 ] | [ 27 ] | [ 12 ] | [ 32 ] |

Ort Fünfbronn
| Jahr      | 001818 | 001840 | 001861 | 001871 | 001885 | 001900 | 001925 | 001950 | 001961 | 001970 | 001987 | 002015 |
| Einwohner | 125    | 143    | 145    | 141    | 144    | 126    | 124    | 183    | 121    | 100    | 107    | 114    |
| Häuser    | 25     | 22     |        |        | 23     | 23     | 24     | 24     | 25     |        | 26     |        |
| Quelle    | [ 17 ] | [ 18 ] | [ 20 ] | [ 22 ] | [ 25 ] | [ 28 ] | [ 30 ] | [ 31 ] | [ 12 ] | [ 32 ] | [ 33 ] | [ 1 ]  |

## Religion
Der Ort ist Sitz der Pfarrei St. Michael und seit der Reformation evangelisch-lutherisch geprägt. Die Katholiken sind nach St. Emmeram (Spalt) gepfarrt.